# Сен-Кантен-ла-Тур
Сен-Канте́н-ла-Тур (фр. Saint-Quentin-la-Tour) — коммуна во Франции, находится в регионе Юг — Пиренеи. Департамент коммуны — Арьеж. Входит в состав кантона Мирпуа. Округ коммуны — Сен-Жирон.
Код INSEE коммуны — 09274.

## Население
Население коммуны на 2008 год составляло 326 человек.
| 1962 | 1968 | 1975 | 1982 | 1990 | 1999 | 2008 |
| ---- | ---- | ---- | ---- | ---- | ---- | ---- |
| 244  | 255  | 250  | 278  | 306  | 297  | 326  |

## Экономика

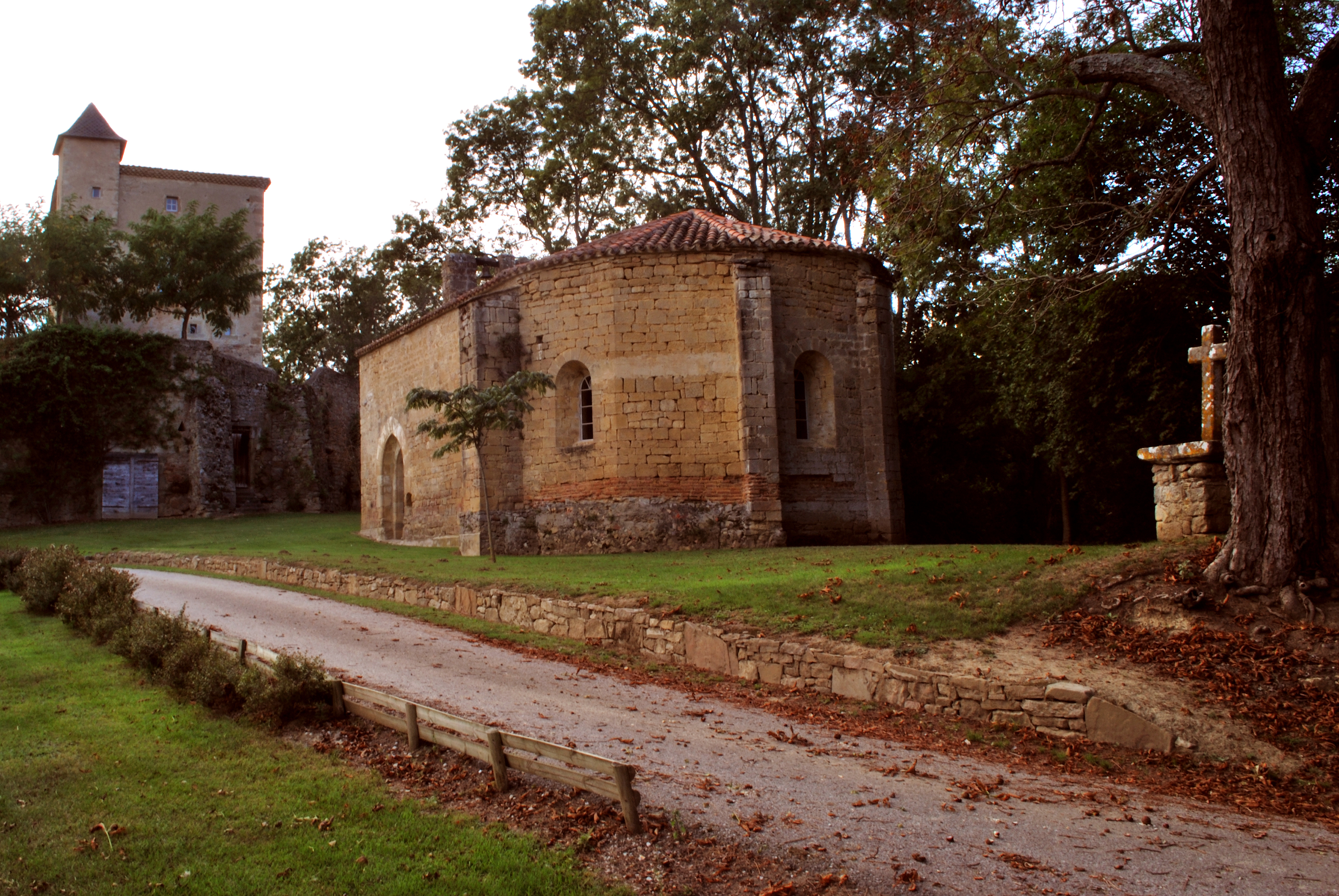
Церковь Queille

В 2007 году среди 195 человек в трудоспособном возрасте (15—64 лет) 139 были экономически активными, 56 — неактивными (показатель активности — 71,3 %, в 1999 году было 69,8 %). Из 139 активных работали 124 человека (69 мужчин и 55 женщин), безработных было 15 (4 мужчины и 11 женщин). Среди 56 неактивных 12 человек были учениками или студентами, 22 — пенсионерами, 22 были неактивными по другим причинам.

## Достопримечательности
- Церковь Queille (XIII век)
- Шато (XII век)